# Histoire de la Meuse
 (décembre 2009).
Si vous disposez d'ouvrages ou d'articles de référence ou si vous connaissez des sites web de qualité traitant du thème abordé ici, merci de compléter l'article en donnant les références utiles à sa vérifiabilité et en les liant à la section « Notes et références ».

La Meuse et les provinces et territoires qui occupaient son territoire avant 1790 :
Duché de Bar
Duché de Lorraine
Champagne et Clermontois
Les Trois-Évêchés
Prévôté de Montmédy, partie du Luxembourg français
Duché de Carignan

Cet article décrit les faits saillants de l'histoire du département de la Meuse, situé dans le Nord-Est de la France.

## Préhistoire
Les plus anciennes traces d'occupation humaine remontent au Paléolithique. Mais, c'est à partir du Néolithique que des hommes venus des plaines du Danube vont gagner ces régions et s'installer sur un territoire compris entre la Meuse, le Geer et la Mehaigne. 
Le Magdalénien supérieur (- 12 000 ans) a été reconnu à Saint-Mihiel (Meuse) avec la présence d’une industrie lithique (grattoirs, burins, lamelles à bords abattus) associée à des ossements de rennes. Une enceinte préhistorique se trouve sur la Côte de Waly.  
La Meuse était alors traversé par des voies de passage empruntées par des populations nomades, notamment le long des vallées de la Meuse et de l’Ornain.

## Protohistoire
Le territoire meusien était occupé par deux principaux peuples : au sud, les leuques, qui avaient pour capitale Nasium et au nord, les médiomatriques qui avaient pour capitale Divodurum (Metz).

## Révolution et Empire

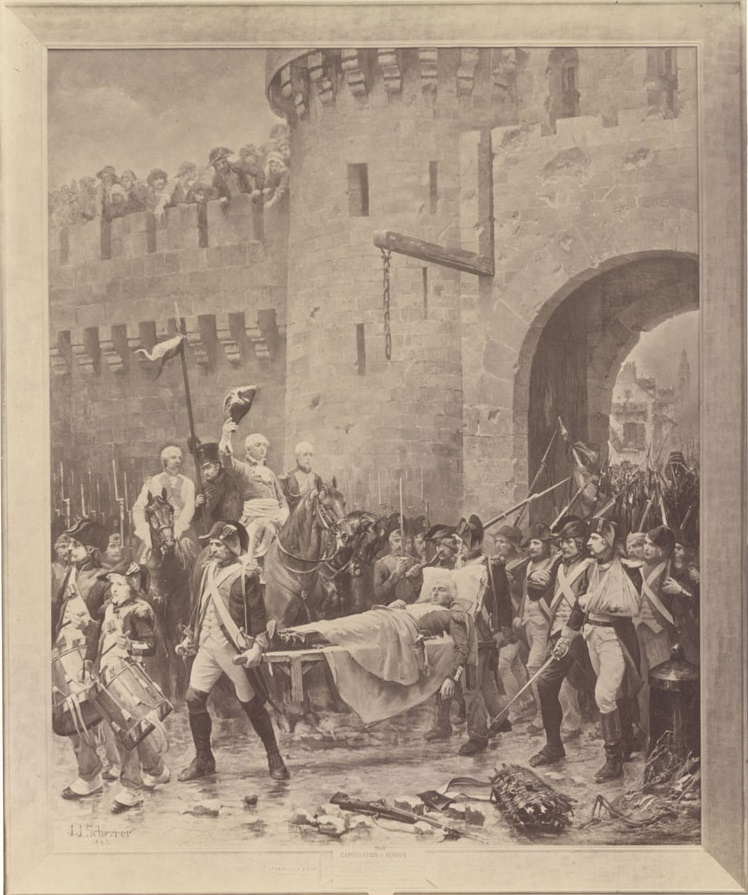
Le corps du général Beaurepaire quittant Verdun après la capitulation de la ville.

La Meuse fut l'un des 83 départements créés à la Révolution française, le 4 mars 1790 en application de la loi du 22 décembre 1789, à partir de la partie la plus occidentale de la Province de Lorraine. Ce département n'a presque pas varié dans ses limites depuis sa création. On peut cependant citer le cas de la petite commune de Han-devant-Pierrepont, qui en a été détachée en 1997 pour être rattachée au département de Meurthe-et-Moselle.
De 1791 à 1793, les huit districts (Bar-le-Duc, Clermont, Commercy, Gondrecourt, Saint-Mihiel, Stenay, Verdun et Étain) du département de la Meuse fournirent huit bataillons de volontaires nationaux.

## Première Guerre mondiale

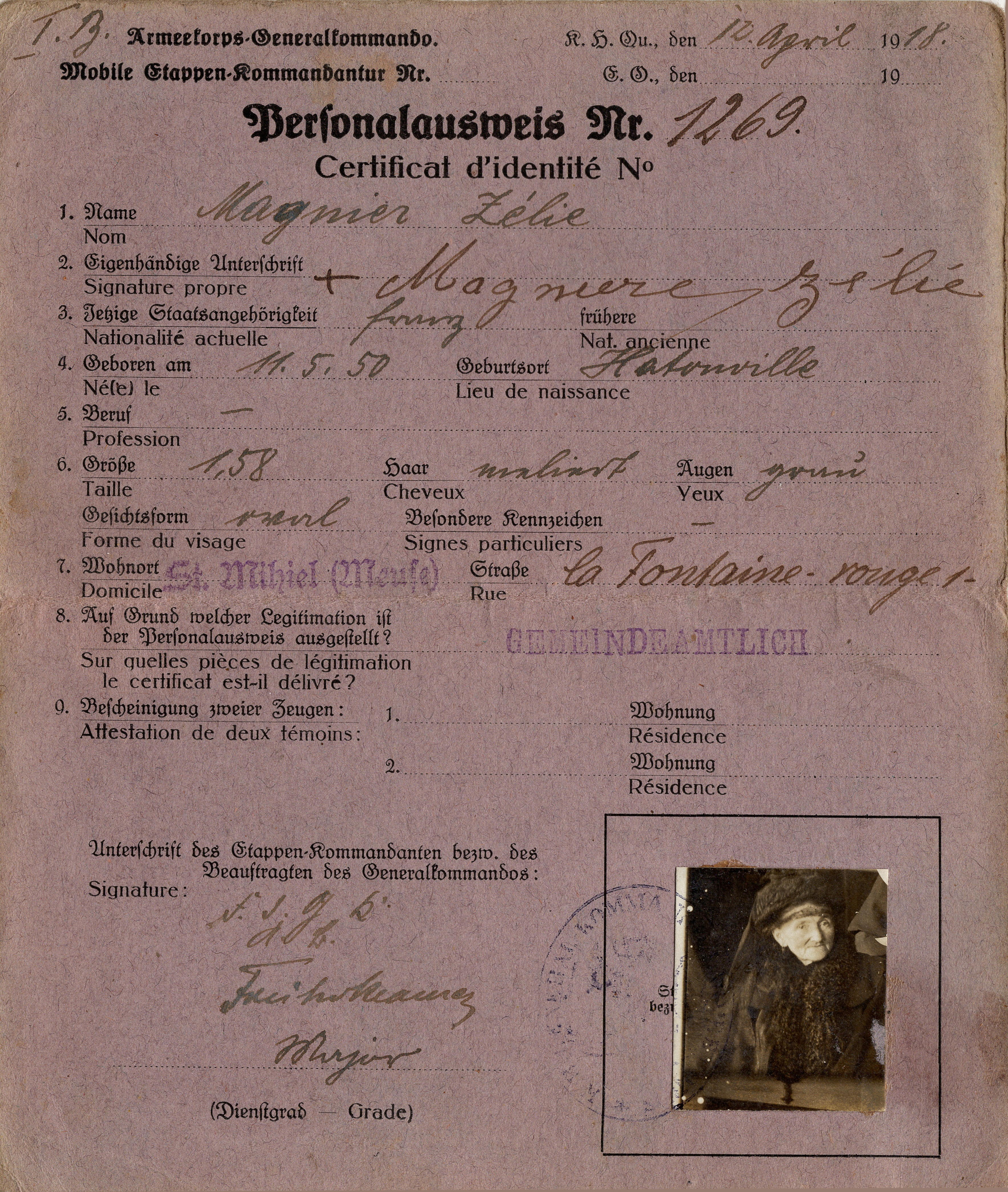
Personalausweis délivrée par les autorités allemandes pour les civils en zone occupée.

Avec 1/5 du front français, le Département français de la Meuse a été le théâtre de combats extrêmement meurtriers lors de la Première Guerre mondiale. Verdun et la Meuse sont les symboles de cette guerre , situé en plein centre de ceux-ci avec la bataille de Verdun qui est la plus connue.

## Reconstruction après 1918
Dans les huit ans qui ont suivi l’armistice, le nettoyage des séquelles de guerre a demandé un travail intense, entrepris par les habitants ainsi que par un personnel embauché localement, renforcé par une main d’œuvre venue d’autres départements ou immigrée, avec dans le cadre des forêts des marchés de gré à gré, passés par unités de surface, après un métrage destiné à faciliter le contrôle.
Le désobusage ne sera pas terminé avant plusieurs siècles (600 à 700 ans au rythme actuel de découverte de munitions non explosées). Il a été entamé en Meuse par un service de l’artillerie, à partir des signalements et indications des forestiers, en commençant par les dépôts d’obus et grenades, dans les zones de travaux prioritaires. Outre des millions de munitions dites conventionnelles des centaines de milliers d’obus chimiques ont été sortis des zones de reboisement, enterrés ou détruits par pétardement sur place ou à proximité, ou conduits dans une usine de récupération/démantèlement ou sur place dans un dépôt provisoire avant démantèlement. On sait que dans l'un de ces dépôts sont passés de 1919 à 1926 plus de 200 000 obus allemands à gaz toxiques pour désamorçage, démantèlement et destruction sur place par une entreprise privée, concessionnaire du Ministère de la Guerre. En 1926, après un désobusage de surface, la moitié de la zone rouge du département de la Meuse (6618 ha, situés essentiellement dans la zone de Verdun et du Morthomme) pouvait être confiée à l’Administration des Eaux et Forêts, pour (re)boisement.
La démolition des réseaux a concerné dans la zone rouge de Meuse 1 561 400 m2, soit 1 561 ha. 
Coût : outre 732 000 francs d’enlèvement de camouflages et nettoyages divers, 2 249 000 francs ont été dépensés (0,144 fr/m2) les 7 ou 8 premières années de travaux, mais faute de moyens plus importants, et perdant rapidement l’espoir que l’Allemagne paierait la reconstitution forestière, le service forestier meusien a rapidement décidé de ne combler qu’une partie des entonnoirs et tranchées se contentant de restaurer à distance suffisante des points de passage permettant la circulation de véhicules d’une parcelle à l’autre. Ces terrassements ont néanmoins nécessité de déplacer plus d’un million de m3 de terre (1 013 000 m3), pour un coût moyen de 1,45 fr par mètre cube (pour une valeur du franc de 1925). Les taillis et les ronces, profitant des sols disloqués par les combats, ont rapidement envahi les chantiers, rendant le nettoyage plus difficile. Fin 1926, l’essentiel du travail de reprofilage et terrassement des sols était néanmoins terminé. Mais la destruction des munitions accumulées, chimiques notamment, était loin d'être achevée, tout comme le reboisement.
L’administration rétablit les limites de parcelles et les chemins, essayant de retrouver les anciens chemins et conservant ceux créés par les armées. Ils seront entretenus sur 10 m et serviront de tranchée pare-feu, car on craint toujours qu’un incendie soit cause d’explosions, voire d’émissions de gaz toxiques.
Les deux premières zones reboisées (Verdun-Douaumont et Morthomme) ont été divisés en 17 grands périmètres d’environ 800 ha chacun, gérés par trois brigades forestières qui les boiseront et transformeront en séries d’exploitation distinctes, en redivisant chaque périmètre en coupons de 20 à 25 ha, cloisonnés par d’anciens chemins, par des laies sommières quand c’est possible, à fin de boisement méthodique et de coupe. Des layons de 4 m de large sont constitués pour compléter le dispositif. Les reliques d’anciens bois communaux ou privés sont inclus dans ces grands périmètres.
Dans les bois soumis au régime forestier, l’Administration fait abattre les bois mitraillés ou malades : 219 000 m3 de bois déprécié ont ainsi été vendus pour le chauffage entre 1919 et 1926 (qui a dû produire des vapeurs de plomb, d’arsenic et d’antimoine là où le bois a été brûlé, dans les boulangeries parfois). Huit à dix ans après l’armistice les arbres les plus dépréciés sont éliminés, mais des bois mitraillés seront mis sur le marché durant encore un siècle au moins. Le bois des baraques, bois de mines et d’abris, quand il n’a pas été pillé est à partir de 1919 récupéré par du personnel forestier pour le Génie puis pour les Domaines.
La récupération des métaux est l'opération qui était la plus lucrative, mais parfois mortellement dangereuse. Les métaux dispersés sur ce seul département par la guerre avaient une valeur de plusieurs millions de francs. Hormis les munitions, les militaria de type poutrelles, tôles, matériel de guerre divers, rails, wagonnets, piquets, fils de fer, chars, etc.) ont d’abord été récupérés par un service militaire spécial, tout particulièrement les armes, canons, mitrailleuses, fusils... Puis à partir de 1923, la direction générale des services techniques a développé une stratégie de marchés concédés à de grandes entreprises dont Jules Forget écrit en 1926 qu’il a fallu les soumettre à « un contrôle sévère, obligeant certaines d’entre elles à renoncer, dans quelque mesure, à des errements peu scrupuleux qui, trop souvent, ont permis d’assimiler la récupération à une foire d'empoigne ». De nombreuses histoires circulent dans cette région et sur toute l'ancienne zone rouge, comme en Belgique ou en Allemagne sur les fortunes faites à l'époque par certains ferrailleurs, et parfois par certaines familles, voire par des enfants récupérant le cuivre et le plomb notamment.
Après 1918, dans ce département, les premières évaluations préalables aux expropriations et dédommagement pour raison de séquelles de guerre, avaient conclu que 20 000 ha environ devaient être classés en zone rouge, c’est-à-dire considérés comme à transformer en forêt tant les sols en étaient dégradés par la guerre. Puis la Loi du 24 avril 1923 a imposé une révision du parcellaire à exproprier pour, a-t-on dit, encourager le retour de l’agriculture là où elle serait possible. De fait, l'application de cette loi a réduit d’environ  5 500 ha l’effort de création de forêt de guerre. 
Dans la Meuse, à la suite de cette loi du 24 avril 1923, la zone rouge a donc été réduite à 5 zones totalisant 15 672 ha, dont seuls 5 700 ha (soit environ 1/3 de la superficie) étaient boisés en 1914.
| Zone à reboiser en 1923 | Surface (en hectares)                                                                                            |
| ----------------------- | --- |
| Verdun - Douaumont      | 10 185 ha, en rive droite de la Meuse (devenus Forêt domaniale de Verdun)                                        |
| Cote 304 et Morthomme   | 3 244 ha, au lieu d'anciens champs ou bois, pour l’essentiel, d’où le nom actuel de Forêt domaniale du Morthomme |
| Argonne, La Chalade     | 996 ha |
| Les Éparges             | 747 ha |
| 500 ha                  | |
| Total                   | 15 672 hectares                                                                                                  |

Un service spécial de reconstitution forestière est créé en 1919 qui, durant sept ans, va (aux frais de L’État) superviser le déblaiement des militaria, l’extraction de milliers de kilomètres de fils de fer barbelé hors des zones à reboiser, le comblement des cratères d'obus les plus dangereux  ainsi que des réseaux de tranchées et de boyaux, ceci afin de préparer les sommières et les lignes d’aménagement forestier, dans les forêts publiques comme dans les anciens bois privés rachetés par l’État.
Notamment à cause des besoins de la reconstruction, la valeur marchande des métaux récupérés sur la zone rouge était supérieure au coût de la reconstitution des forêts, mais cette activité a blessé et tué de nombreuses personnes dans les années qui ont suivi la guerre. Les ouvriers forestiers recèpent les arbres qui peuvent l’être, et garnissent de plants les zones déboisées ou ravagées par les combats, ou des zones trop polluées pour être rendues à l’agriculture, ainsi que les sols de certains villages totalement détruits. Dans les boisements ou parcelles privées, certaines de ces tâches sont laissées aux propriétaires. Finalement, on s’aperçoit que les paysages sinistrés et lunaires se reboisent facilement et même spontanément via le recépage et les semis naturels. 
Par contre, certains sols très dégradés par le sur-piétinement, principalement là où étaient disposés les camps et les écuries, nécessitent un reboisement artificiel. De même là où des étendues denses de graminées se sont installées. En 1921 et 1922, l’Allemagne, au titre des prestations' (cf. Dommages de guerre) a fourni au service forestier de Verdun 153 000 plants de résineux, 118 kg de graines de résineux, et 1,4 tonne de glands. 
Dix ans après l’armistice, le reboisement n’est que partiellement entamé. L’administration forestière, bien que disposant de pépinières permanentes, manque de plants et de graines qu’elle doit aussi acheter dans le commerce, le temps que les pépinières volantes créées sur les anciens jardins de la zone rouge puissent fournir des plants.  Des sujets de basse tige sont plantés (3 333 plants/ha) espacés de 2 m sur 1,5 m, parallèlement à des semis de graines de résineux en potets disposés tous les 2 et 3 m où l’on prélèvera les plants surabondants pour les regarnis. 
Alors qu’en 1928 la restauration forestière de la zone rouge bat son plein (neuf coupons de 150 ha doivent être reboisés dans l’année dans le secteur de Verdun), des documents d’époque montrent un intérêt pour la diversité des essences présentée comme « offrant les plus grands avantages ». Le pin noir est mélangé au pin sylvestre, à l’épicéa et même au sapin des Vosges qui est installé en regarnis dans les recrûs éclairés). Les feuillus cités sont bouleau, érable, et moindrement frêne aulne et peuplier dans les fonds plus humides. Jules Forget, ancien conservateur des Eaux et Forêts de la Meuse estime qu’il faudra encore 20 ans de plantation et 7 ou 8 millions de francs (de l’époque) pour achever cette œuvre « À la zone sinistre et désertique d’aujourd’hui vont succéder d’année en année des pans grandissants de zones vertes, couleur d’espérance, gages de résurrection féconde et de foi en l’avenir, zones verdoyantes et palpitantes de vie, que dominera à jamais, comme le symbole de notre fervente reconnaissance pour le sacrifice de nos 400 000 morts de Verdun » écrivait-il en 1928. 
Près d'un siècle après le début de cette guerre, étant donné la durée d'un cycle sylvicole ou forestier, il est encore tôt pour tirer bilan des impacts de la guerre sur la biodiversité. De nombreuses espèces ont rapidement (re)colonisé la forêt, y compris quelques espèces rares et patrimoniales qui ont justifié le classement en zone Natura 2000.  Cerfs, chevreuils et sangliers ont (trop ?) bien profité de l'agrainage massif et des continuums forestiers ainsi reconstitués, offrant une ressource supplémentaire à l'ONF et aux chasseurs locaux. C'est plutôt en zone agricole que les espèces semblent avoir très fortement régressé.
Une question essentielle est celle du devenir des métaux lourds et des toxiques de guerre qui sont encore présents par milliers de tonnes dans les sols de l'ancienne zone rouge. Ces toxiques se stabiliseront-ils dans les sols, ou via les systèmes racinaires des arbres, l'eau circulante et les vers de terre et champignons, contamineront-ils l'écosystème forestier, les agrosystèmes et via les oiseaux migrateurs des zones plus éloignées ? Les arbres ont-ils accumulé des métaux toxiques, qui pourraient lorsqu'ils commenceront à mourir contaminer l'environnement ? Il semble qu'aucune étude complète ne soit publiquement disponible sur ces sujets, par ailleurs non évoqués par les nombreux historiens de cette période.

## Seconde Guerre mondiale
La Meuse est occupé par les Allemands durant la Seconde Guerre mondiale. Les Meusiens, qui avaient fui durant l’offensive allemande, lors de l'exode, sont interdits de rentrer chez eux dans un premier temps et ne peuvent pas franchir la "frontière" entre la zone interdite et la zone d’occupation sous peine de lourdes sanctions. La Meuse comptait 10 principaux maquis en août 1944, certains étant liés aux Résistants des départements limitrophes.

## Sources
- Source principale pour la période 14-18 : Bulletin de la Société des Lettres de Bar-le Duc, Juillet-décembre 1927, La reconstitution forestière et la zone rouge dans la Meuse, p. 121-130.

- « Histoire du département de la Meuse », publié le 29 janvier 2010.
- « Histoire ancienne de la Meuse », sur le site officiel du département de la Meuse.

- Decron B., Lepage L. et Viard G. Préhistoire et Protohistoire en Haute-Marne et contrées limitrophes  [compte-rendu].